# Rugelj
Rugelj je priimek več znanih Slovencev:
- Anja Rugelj (*1986), kolesarka
- Darja Rugelj,  ZF UL
- Gašper Rugelj, plavalec
- Bojan Rugelj (*1959), inženir in politik
- Janez Rugelj (1929—2008), psihiater, socialnoandragoški psihoterapevt, tekač in publicist
- Jože Rugelj (*1962), računalnikar, informatik, univ. prof.
- Marina Rugelj (*1964), matematičarka, filozofinja in pedagoginja
- Samo Rugelj (*1966), filmski kritik, publicist, urednik, založnik, tekač
- Tina Rugelj, arhitektka